# Krásná Madona z Toruně
Krásná Madona z Toruně je nezvěstná gotická socha zobrazující Marii s Ježíškem v náručí. Nacházela se v Toruni v Kujavsko-pomořském vojvodství. v Jednalo se o jednu z umělecky nejcennějších soch madony s dítětem z přelomu 14. a 15. století. Řadila se ke krásným madonám, ikonografickému typu vytvořenému před rokem 1400 v rámci krásného stylu, stylového směru středoevropské gotiky. 
Před druhou světovou válkou se socha madony nacházela v toruňském kostele sv. Janů, bývalém farním kostele Starého Města, nyní katedrále toruňské diecéze. Na konci války sochu odvezli ustupující Němci a její stopa se ztratila. Originální podstavec s Mojžíšovou bustou, na kterém socha stávala, se zachoval dodnes. Ztracená socha Marie a dítěte byla nahrazena kopií, kterou v roce 1956 vytvořil Witold Marciniak.

## Provenience
Původní sochu vytvořil kolem roku 1390 neznámý umělec, nyní označovaný jako Mistr Toruňské madony, pravděpodobně pro františkánský kostel Panny Marie na Starém Městě. V neznámé době byl předán do kostela svatých Janů - městského farního kostela.
Toruňská Madona se ve zdrojích poprvé zmiňuje v roce 1650, potom v letech 1667–1672 u příležitosti návštěvy biskupa z Chełmna Andrzeje Olszowského. Kanovník Strzesz zmiňuje Krásnou Madonu jako součást většího oltářního retabula umístěného u východní zdi severní lodi (kde je dnes kopie Madony umístěna na původní konzoli s Mojžíšem).
V roce 1921 byla socha restaurována Janem Rutkowským, který odstranil pozdější vrstvy malování, ale zachoval stopy středověké polychromie. V roce 1942 němečtí odborníci obnovili sochu znovu. O dva roky později byla socha uložena v depozitáři v Grebocinu. Ze strachu z blížící se Rudé armády byla pak odvezena na neznámé místo, pravděpodobně někam do Německa. V roce 1956 sochař z Toruně Witold Marciniak provedl věrnou rekonstrukci ztraceného díla, které bylo poté umístěno na původní konzoli s Mojžíšem.

## Podoba

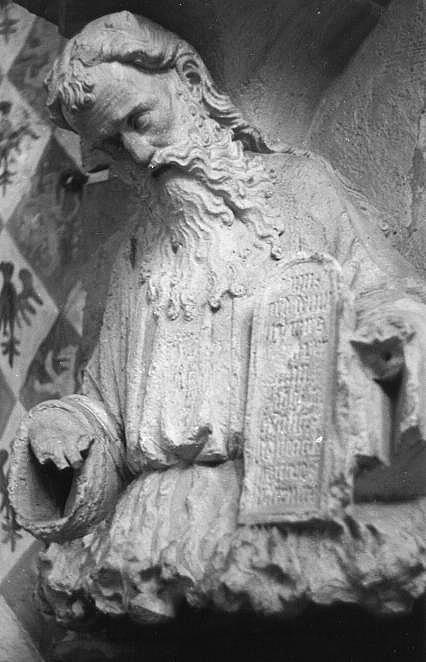
Busta Mojžíše - konzole, která je základem sochy Krásné Madony z Toruně

Krásná Madona z Toruně byla plnoplastická socha (tj. vyřezávaná z obou stran) vysoká 115 cm. Byla vyrobena z vápence, na povrchu byly stopy polychromie. Marie byla zobrazena v mladém věku, její tvář byla plná krásy, měla jemné rysy, vysoké čelo, mírně zakryté oči a drobné rty. Vlasy se kadeřily do vln. Na hlavě měla závoj a korunu. Stála na pravé noze, zatímco levá noha byla mírně ohnutá a mírně vysunutá dopředu. Oděv volně splýval a byl výrazně zřasený, v důsledku čehož postava vypadala výrazně plasticky.
Dítě bylo zobrazeno nahé, sedící na pravé paži matky. Jeho oči směřovaly k jablku, kterého se ostýchavě dotýkalo levou rukou. Umělec realisticky ukázal dětské tělo a zobrazil silné pouto mezi Marií a malým Ježíškem, zdůrazněné něžným gestem Marie, která podává dítěti jablko, přičemž dítě oplácí podobným gestem a snaží se dosáhnout jablko levou rukou a pravou rukou se dotká Matky. Tato gesta dokazují silný důraz na kompozici založenou také na dynamickém uspořádání záhybů rouch, pozici Marie, i na mírně skloněných hlavách. 
Socha Marie s dítětem stála na ozdobné konzole, kterou je polopostava Mojžíše téměř v životní velikosti vycházející z plamenů hořícího keře. Na rozdíl od postavy madony sochař neukázal celé tělo Mojžíše; jeho socha začíná u boků. Prorok je zobrazen jako osoba vysokého věku, jeho hlava je skloněna, na tváří a na čele se objevují vrásky, obočí a oční důlky jsou silně vyznačeny. Na rozdíl od velmi vznešené postavy Madony je postava Mojžíše realističtější, umělec stylizovaně vyřezal vlnité prameny vlasů, vousů a licousů. Na soše jsou vidět četná poškození, především jsou ulámány prsty rukou a chybí druhá deska s textem Desatera.

## Styl

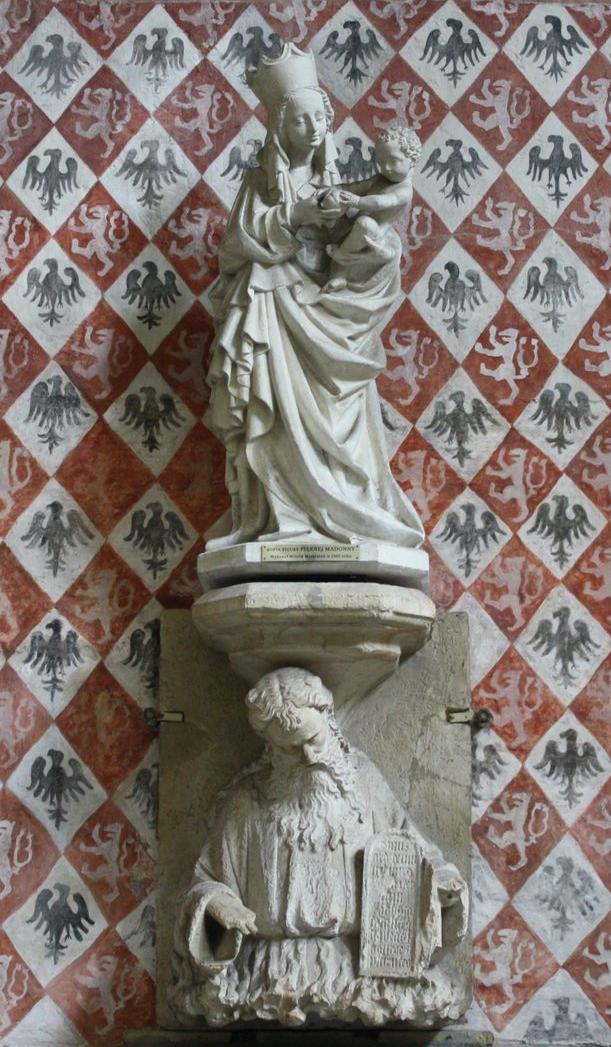
Rekonstrukce krásné Madony a původní konzole s Mojžíšem

Toruňská madona je považována za typický příklad stylu, který vznikl kolem roku 1400, ale ukazuje i vliv tradice gotického realismu, včetně Parléřova umění. Dynamická, plynulá kompozice, idealizace krásy a jemná dekorativnost hojně řasených šatů, esovitá póza Marie, měkké modelování těla dítěte, správné proporce, znalost anatomie, proporce jednotlivých prvků těla a pozornost vůči detailu zdůrazňují tuto stylovou syntézu.
Autor sochy, neznámý jménem, byl dříve uváděn jako Mistr krásných Madon, nebo nyní jako Mistr toruňské madony. Jeho umělecká dráha i tvorba, původ a vlivy, které vstřebal, jsou předmětem mnoha vědeckých diskusí. V důsledku nového výzkumu je Mistrovi mimo jiné připisován také Modlící se Kristus z kostela sv. Jana Křtitele v Malborku (v současné době ve sbírkách místního Hradního muzea) a je spojován s Pietou v kostele sv. Barbory v Krakově. Výzkum jeho díla však ztěžuje podobnost mnoha soch pocházejících z různých míst střední Evropy, protože styl umění kolem roku 1400 byl skutečně  „mezinárodní“. Problém geneze stylu toruňského díla do značné míry odráží nevyřešené otázky zdrojů krásného stylu. Za hlavní centra, která měla tento mezinárodní gotický styl kolem roku 1400 formovat, se považují Čechy s Prahou, Slezsko s Vratislaví, Francie s Paříží, Rakousko s Salcburkem i Porýní s Kolínem. Dvorní kultura a styl rodiny Parléřů jsou důležitými základy krásného stylu, navíc tyto dva trendy ovlivnily velkou část Evropy. 
Východní Pomořansko kolem roku 1400 patřilo státu Řádu německých rytířů a bylo důležitý umělecký region. Uměleckými centry zde byly Gdaňsk, Toruň, Elbląg a hlavní město státu německého řadu - Malbork. V Toruni se zachovala řada děl z té doby (včetně Svaté Marie Magdaleny vychovávané anděly z katedrály v Toruni), ale každé z nich má individuální charakteristiky, odlišné od krásné Madony, s výjimkou Madony Dobré naděje ztracené rovněž během poslední války z toruňské radnice. Vědci zdůrazňují silný vztah mezi Madonou z Toruně a Madonou z Vratislavi a někteří spojují obě práce se stejným sochařem. Četné podobnosti s toruňskou sochou jsou zjevné u soch Marie s dítětem v Bonnu, moravském Šternberku a také v Gdaňsku (včetně Piety v kostele Nanebevzetí nejsvětější Panny Marie). Kromě Toruně, místa vzniku Krásné madony, vědci ukazují na Prahu. Kolem roku 1400 bylo v tomto městě vytvořeno mnoho kamenných soch, včetně Madony z Českého Krumlova (nyní ve sbírce Uměleckohistorického muzea ve Vídni); podle většiny historiků umění však tato socha nemá přímý vztah k sochám z Vratislavi a Toruně. Hlavní město Zemi Koruny České za vlády posledních Lucemburků, zejména krále Václava IV. (1378–1419), a jeho otce Karla IV., patřilo ke hlavním uměleckým centrům střední Evropy.
Krásná madona z Toruně se vyznačuje také bohatou symbolikou a ideovým obsahem. Teologie mimořádné krásy Marii se odráží v duchovní kráse Matky Boží. Symbol jablka naznačuje, že se Maria, která je dána Kristu, stává novou Evou a Ježíš se stává novým Adamem. To znamená odpuštění hříchů lidstva a jeho prapředků, kteří se nejprve postavili proti Boží vůli a ochutnali ovoce stromu poznání dobra a zla. Exponované tělo dítěte ukazované Marií nejen lidstvu ukazuje jeho Spasitele, ale je také spojeno s eucharistií.

## Kult

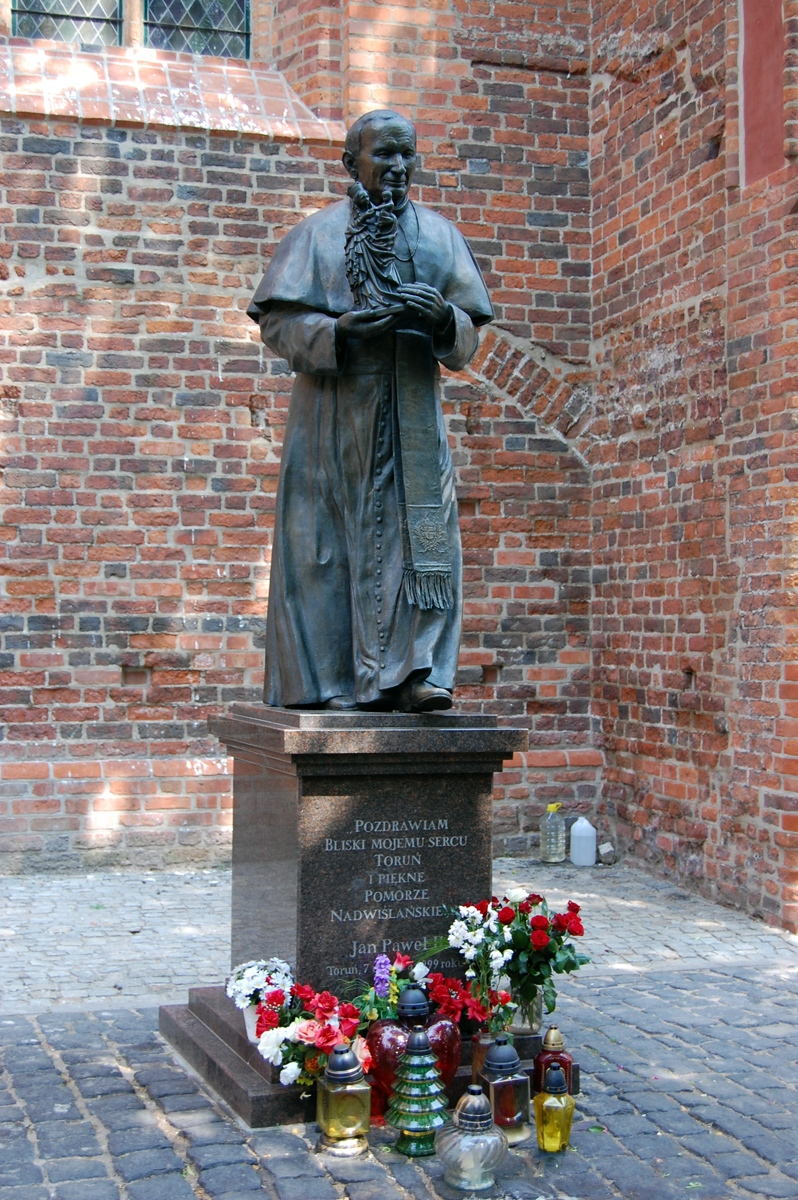
Socha Jana Pavla II. u toruňské katedrály

Kult Madony z Toruně neskončil ztrátou původní sochy. Ztracené dílo se stalo symbolem kultury Toruně a jejího sebevědomí. Během mše, kterou slavil Jan Pavel II. na letišti v Toruni v rámci VII. apoštolské cesty do Polska dne 7. června 1999, obdržel tento papež z rukou obyvatel Toruně kopii Madony od Tadeusze Porębského. V rámci prvního výročí návštěvy Jana Pavla II. v katedrále byla odhalena socha papeže, kterou vytvořil Radosław Ociepa. Je to nejstarší z pěti památek na Jana Pavla II. v Toruní. Ukazuje papeže, který ve svých rukou drží sošku Madony z Toruně. V Chojnické bazilice svatého Jana Křtitele je další současná replika toruňské sochy.